# Управление финансовой разведки (Аргентина)
Управление финансовой разведки (исп. Unidad de Inteligencia Financiera) — подразделение министерства экономики Аргентины, задачами которого, в соответствии с поправками к Законом 2000 года о сокрытии и отмывании криминальных доходов являются анализ, обработка и передачи информации в целях предупреждения и пресечения отмывания средств, полученных от:
- а) преступлений, связанных с торговлей наркотиками (Закон 23737);

- б) контрабанды (Закон 22415);

- в) преступлений, связанных с деятельностью незаконных организаций в соответствии со статьёй 210-бис Уголовного кодекса Аргентины;
- г) противоправных деяний, совершенных преступными сообществами (статья 210 Уголовного кодекса) по политическим или расовым мотивам;

- д) мошенничества против правительства, и другими.

В состав Управления входят представители Центрального банка Аргентинской Республики, федеральной налоговой службы Аргентины, Национальной комиссии по ценным бумагам, Министерства планирования, Службы по борьбе с наркотиками, Министерства юстиции, Министерства экономики и Бюро по правам человека Аргентины, а также эксперты — финансисты, криминалисты и другие.
Головной офис Управления расположен в Буэнос-Айресе, имеется сеть региональных подразделений.